# Lucká válka
Lucká válka je válka, která se podle pověsti vedla mezi Čechy a Lučany.
Žatečtí Lučané pod vedením vladyky (vojvody) Vlastislava porušili mír. Neudatný kníže Neklan, který vládl Čechům po Křesomyslově smrti, proto zahájil válku, ve které za něj u Turska bojoval hrdina zvaný Čestmír nebo Tyr. Válka skončila vítězstvím Čechů a smrtí Vlastislava i Neklanova vojevůdce. Na luckou válku navazuje pověst o Vlastislavově malém synovi a zákeřném Durynkovi.

## Prameny pověsti
Pověst jako první poměrně podrobně popisuje Kosmova kronika ze 12. století. Mladší zpracování obsahuje Dalimilova kronika, ve které se Tyr nazývá Styr. V 19. století se objevuje pověst v jedné básni Rukopisu královédvorského, který Neklanova odvážného vojevůdce pojmenoval slovanským jménem Čestmír. Toto jméno převzal Alois Jirásek do svého populárního zpracování Starých pověstí českých, kde jsou Lucká válka a Durynk a Neklan samostatné pověsti.

## Průběh války

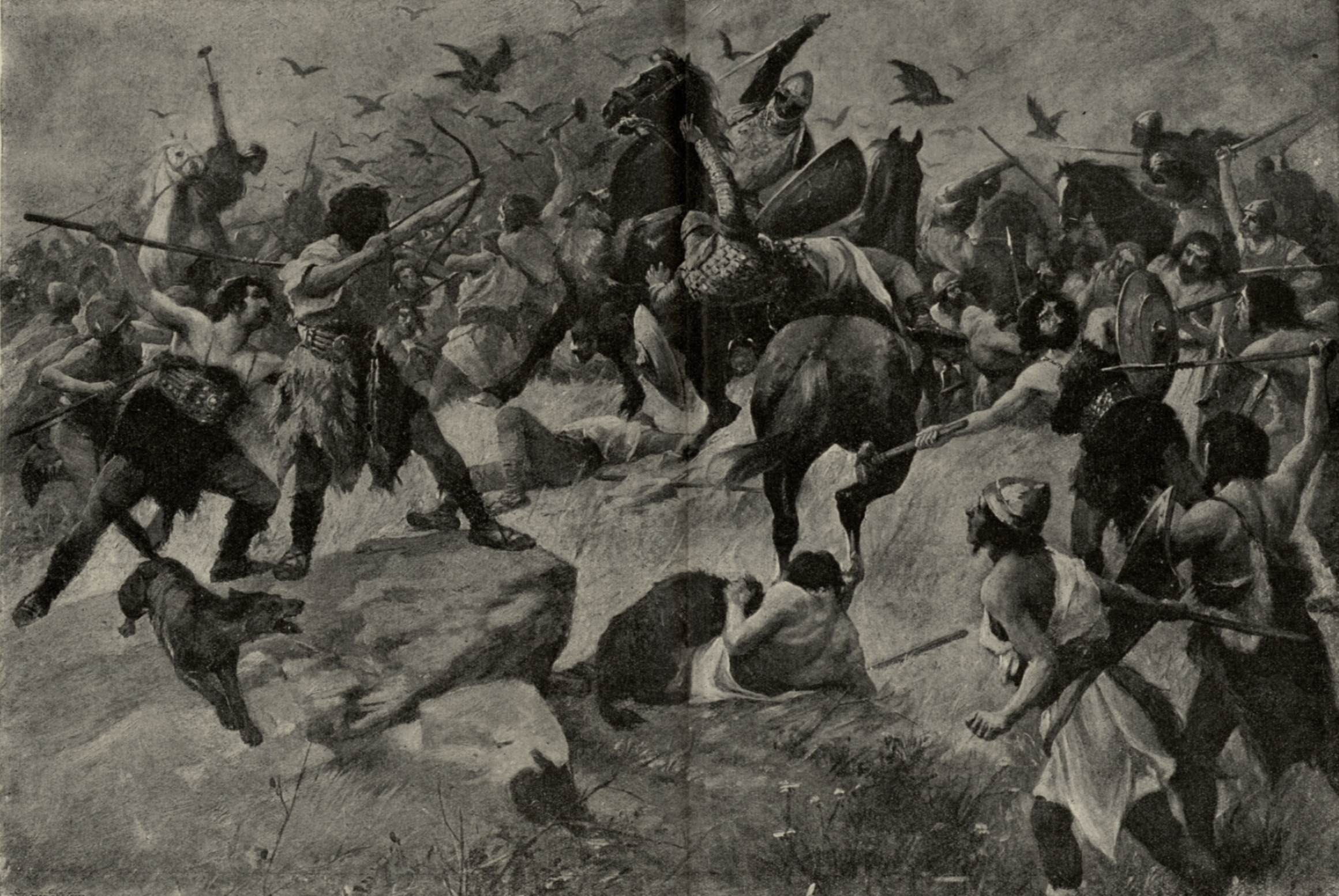
Bitva u Turska (ilustrace V. Černého, Staré pověsti české)

Po smrti knížete Křesomysla vládl Neklan. Neklan byl bázlivý, mírný a snažil se udržovat dobré vztahy s vladykou Lučanů Vlastislavem. Spolu ujednali mír, který ale porušil Vlastislav útokem na Neklanovy vesnice. U Levého Hradce se podařilo Čechům porazit Lučany, za přispění Lemuzů, Litoměřiců a Děčanů.
Po této porážce se snažil Neklan domluvit s Vlastislavem, ale ten se přesto snažil znovu shromáždit vojáky na další bitvu. Češi se mezitím shromáždili a čekali na Neklana. Ten místo sebe poslal do bitvy hrdinu Čestmíra (v Kosmově kronice Tyr), oblečeného v Neklanově knížecím plášti, kukle a sedícího na Neklanově koni. Čestmír vedl vojáky k Tursku, kde se odehrála rozhodující bitva. Lučané vedli mnoho psů, vlků, ovčáků a vlkodavů, jiní nosili na ramenou dravé ptáky, sokoly, rarohy a káňata.
| „ | Hle, Lučanů hrdé plémě! Bijte je, až zvítězíte. | “ |

- pronesl Čestmír (Tyr) před bitvou u Turska.
V bitvě ptačí křídla zatemnila oblohu. Podle pověsti Čestmír (Tyr) zabil Vlastislava, přišel o svého koně a nakonec byl sám zabit. Češi povzbuzení Čestmírovým vítězstvím vyhráli bitvu a postavili mu zde pomník, který má být na vrchu Krliš u Turska.

## Vlastislavův syn a Durynk

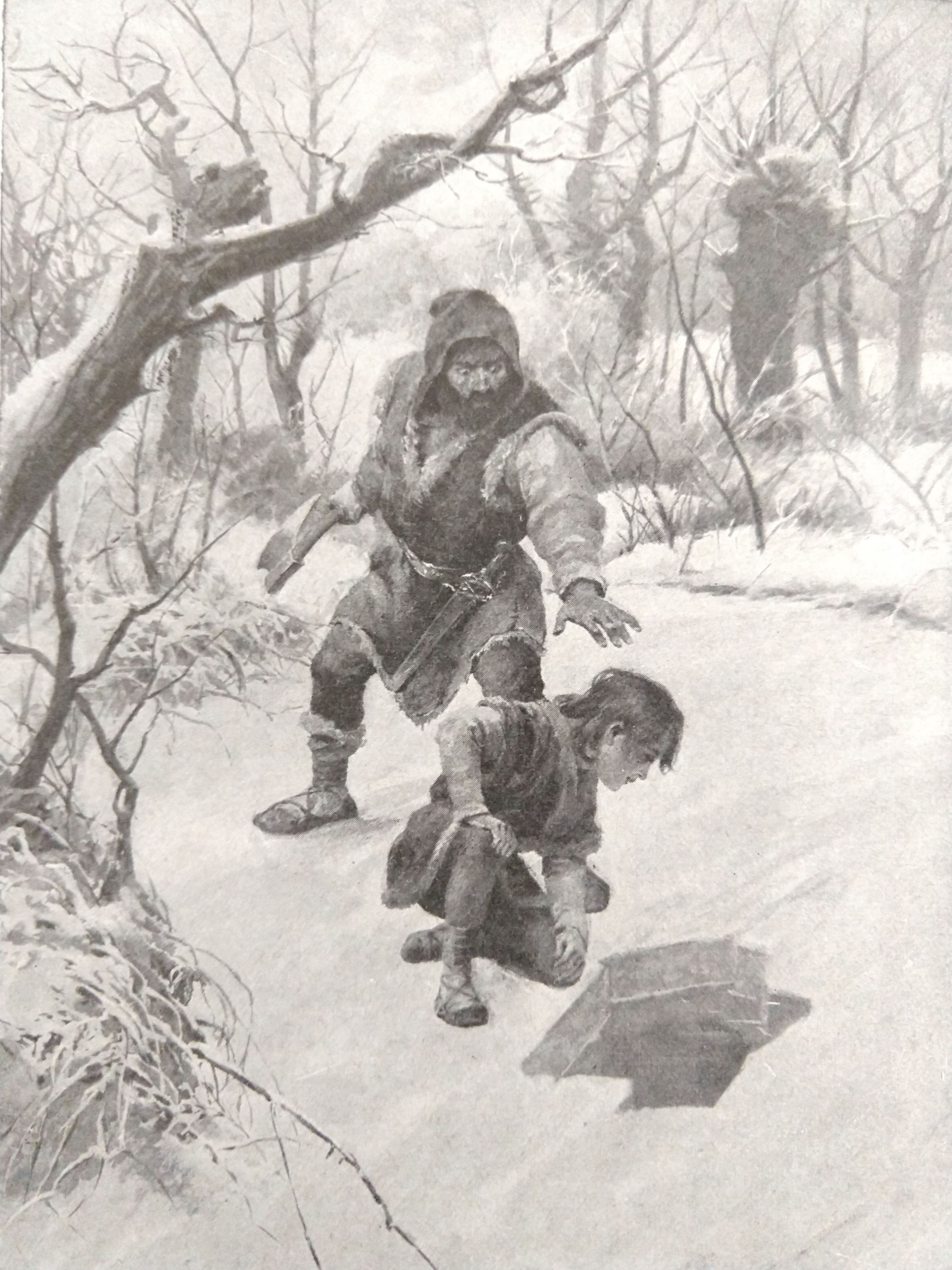
Durynk a Zbyslav (ilustrace V. Černý, Staré pověsti české)

Výhrou ve válce se Čechové zbavili nebezpečného nepřítele a zvětšili svoji moc. Podle pověsti byl v Lucku nalezen Vlastislavův malý syn jménem Zbyslav. Neklan se nad Zbyslavem slitoval a postavil v lucké zemi hrad Draguš, ve kterém Zbyslav žil. Zbyslava vychovával Durynk, který dřív sloužil Vlastislavovi, ale Neklan mu důvěřoval. První zimu po smrti Vlastislava vylákal Durynk Zbyslava k řece. V zamrzlé řece prý vysekal sekerou díru a pod záminkou uvidění ryb přinutil Zbyslava lehnout na led. Pak ho zabil a odseknutou hlavu odnesl Neklanovi, protože si myslel, že dostane odměnu, neboť jej zbavil posledního nepřítele. Místo toho se Neklan zhrozil a vykřikl: „Sám si zvol smrt! To je má odměna!“ Durynk se oběsil na olši, které se pak říkalo „Durynkova olše“.

## Možná inspirace historickou událostí
Jediným původním pramenem o lucké válce je Kosmova kronika. Její autor s největší pravděpodobností vycházel z ústní tradice, která se o události udržovala v severních Čechách. Téměř jistě i sám navštívil zříceninu hradu Vlastislav (svým podrobným popisem nám umožnil ji jednoznačně identifikovat) a věděl tak, že šlo o skutečnou historickou událost, relativně až ne tolik dávnou. Protože se mu ji ale nepodařilo časově přesně zařadit, umístil ji na konec části kroniky věnované mytickým pověstem.
Kosmas v lucké válce zřejmě popisoval historickou událost z doby pozdější než předkřesťanské, pravděpodobně vojenské střetnutí knížete Boleslava I. s drobným severočeským knížetem, který pravděpodobně už dříve byl do jisté míry podřízen přemyslovským knížatům. Do konfliktu se neúspěšně snažily zasáhnout mimo jiné i durynské oddíly a z Widukindovy kroniky tak víme, že se vše odehrálo nejspíše v roce 936. Tomu odpovídá i datace archeologických nálezů ve Vlastislavi.
Dle nejnovějších zkoumání víme, že bitva proběhla, ale ne v takovém rozsahu, v jakém je popisována, a ani samotné místo úplně nesedí. Nejvíce pravděpodobně událost proběhla u hradiště Budeč, kde byly nalezeny kosterní pozůstatky s oddělenými a poškozenými částmi těl.